# كامبو مايور، بياوي
كامبو مايور، بياوي هي بلدية في ولاية بياوي في المنطقة الشمالية الشرقية من البرازيل.
الكاتدرائية سانتو أنطونيو مكرسة للقديس أنتوني، هي الكاتدرائية الأسقفية لأبرشية الروم الكاثوليك في كامبو مايور.